# Emil Feuchtmann Pérez
Emil Ludwig Feuchtmann Pérez (* 1. Juni 1983 in Punta Arenas) ist ein chilenisch-deutscher Handballspieler.

## Vereinskarriere
Erste Erfahrungen sammelte Feuchtmann in der Schülermannschaft des Liceo de Hombres. Es folgte die Berufung in das Team der Universidad de Chile. Trainer war hier sein Vater Emil Feuchtmann.
Ein Angebot aus Brasilien ermöglichte ihm, die Saison 2002 im Team von São Paulo Guarulhos zu spielen.
Feuchtmann agierte zunächst erneut als Spieler für das spanische Team aus Huesca, wechselte aber bald zum Drittligisten CB Puertollano. Von 2004 bis 2006 spielte Feuchtmann in der Primera Division, Gruppe D, beim CB Petrer. Es folgte ein Angebot des CB Huesca, wo er unter Juan Carlos Gordo trainierte. Es folgte der Wechsel zum CB Vinaros. 2008 wurde er in die Mannschaft Almoradi Mahersol berufen, die in der División de Honor Plata spielte. Die Saison beendete Feuchtmann als Torschützenkönig der 2. Liga.
2010 wechselte Feuchtmann zur österreichischen SG Handball West Wien. Die Saison konnte mit dem 8. Platz abgeschlossen, im Pokalturnier das Viertelfinale erreicht werden. Feuchtmann warf in 24 Spielen 122 Tore. In der folgenden Saison spielte er zusammen mit seinem Bruder Erwin Feuchtmann Perez in Deutschland beim HC Aschersleben. 2013 folgte der Wechsel zum HSC Bad Neustadt. In seiner zweiten Saison in Bad Neustadt erlitt er eine Knöchelverletzung.
Im Anschluss wechselte Feuchtmann zum Schweizer Verein Wacker Thun und erreichte im ersten Jahr den zweiten Platz der Meisterschaft. Seinen ersten Titelgewinn feierte Feuchtmann in der nachfolgenden Saison. Von dort wechselte er 2017 zum französischen Grand Nancy Métropole Handball, wo er Pro-Ligue (2. Liga) spielte.
Ab 2020 lief der Rückraumspieler für BM Benidorm in der Liga Asobal auf. Ein Jahr später unterschrieb er einen Zweijahresvertrag bei Sporting Alicante. 2023 verpflichtete ihn der in der Primera División Nacional spielende Verein Elda CEE, 2024 der Verein Club Handbol Sant Joan.

## Nationalmannschaft
1997 spielte Feuchtmann bereits in der Junioren-Nationalmannschaft und nahm mit 16 Jahren in Santiago de Chile an einem internationalen Turnier teil. Mit der A-Nationalmannschaft debütierte er im Juni 2000 in einem Freundschaftsspiel gegen die USA. Mit der Nationalmannschaft nahm er von 2002 bis 2012 und 2016 an den Panamerika-Meisterschaften teil. Die Mannschaft gewann 2010 und 2012 eine Bronzemedaille und 2016 eine Silbermedaille. 2008 und 2010 war er bester Torwerfer des Turniers, 2010 wurde er zudem ins All-Star-Team des Turniers gewählt.
Zudem war er mit der Nationalmannschaft an der Weltmeisterschaft 2011, Weltmeisterschaft 2013, Weltmeisterschaft 2017, Weltmeisterschaft 2019, Weltmeisterschaft 2021 und Weltmeisterschaft 2023 beteiligt.
2013 zog sich Feuchtmann wegen Differenzen mit dem Trainer Fernando Capurro aus der Nationalmannschaft zurück. Nachdem Mateo Garralda das Team übernommen hatte, kehrte er in die Nationalmannschaft zurück.
Feuchtmann ist Rekordnationalspieler Chiles. Bis Januar 2023 bringt er es auf 164 Einsätze für sein Land und erzielte dabei 442 Tore.

## Auszeichnungen und Erfolge
1999 und 2004 wurde Feuchtmann in Chile zum Handballer des Jahres gewählt. 2017 wurde er in die Schweizer Handball Hall of Fame aufgenommen.
- 2002 – 5. Platz Panamerikameisterschaft
- 2004 – 4. Platz Panamerikameisterschaft
- 2006 – 5. Platz Panamerikameisterschaft
- 2008 – 4. Platz Panamerikameisterschaft, Topscorer des Turniers
- 2010 – 3. Platz Panamerikameisterschaft, Topscorer des Turniers, Turnierauswahl
- 2012 – 3. Platz Panamerikameisterschaft
- 2016 – 2. Platz Panamerikameisterschaft
- 2017 – Schweizer Cupsieger
- 2018 – 3. Platz Südamerikaspiele
- 2019 – 2. Platz Panamerikameisterschaft
- 2022 – 2. Platz Südamerikaspiele
- 2022 – 3. Platz Süd- und Zentralamerikameisterschaft
- 2023 – 3. Platz Panamerikanische Spiele

## Leben
Feuchtmanns Vater Emil Feuchtmann war Sportlehrer und Gründer einer Handballschule. Der 1898 in Mannheim geborene Großvater Friedrich Feuchtmann war 1930 in die chilenische Hafenstadt Valparaíso emigriert. Emil Feuchtmann Pérez’ Brüder Erwin Feuchtmann und Harald Feuchtmann sowie seine Schwester Inga spielen ebenfalls Handball und standen im Aufgebot der Nationalmannschaft. Auch die Mutter der vier Geschwister war Handballspielerin. Feuchtmann ist seit dem 11. Juli 2009 verheiratet und hat einen im Januar 2014 in Deutschland geborenen Sohn. Emil Ludwig Feuchtmann Perez absolvierte ein Marketingstudium.
Die vier Geschwister Emil, Harald, Inga und Erwin Feuchtmann eröffneten im Jahre 2013 eine Handballschule für Jugendliche in Chile, zum Ende des Jahres konnte bereits eine komplette Mannschaft an den Wettbewerben teilnehmen.